# Heinrich Isaac
Heinrich Isaac (ou Heinrich Isaak en allemand), Pays-Bas bourguignons v. 1450 - Florence, 26 mars 1517, est un compositeur germano-flamand actif dans le Saint Empire et en Italie. Par son style, il se rattache à l'école franco-flamande de la Renaissance. Son principal élève, Ludwig Senfl, devient lui-même un musicien réputé au XVIe siècle.
Le compositeur autrichien Anton Webern rédigea une thèse à son sujet en 1906.

## Biographie

### Une origine incertaine
Il existe quelques incertitudes sur le nom véritable du compositeur. Son lieu de naissance est, lui aussi, incertain, les biographes semblant hésiter entre le Brabant et le sud des Pays-Bas voire l'ouest de l'Allemagne. Le théoricien de la musique du XVIe siècle Glaréan a revendiqué Isaac pour l'Allemagne, mais le testament du compositeur le désigne sous le nom de : Ugonis de Flandria.

### Voyages
Il voyage entre le Saint Empire et l'Italie et est alternativement au service des Habsbourg et des Médicis.
De 1480 à 1494, il est cantor (chef de chœur ou maître de chapelle) à la cour des Médicis à Florence. Il entretient des liens étroits avec Laurent de Médicis, qui lui confie l'éducation musicale de ses enfants. Laurent apprécie sa musique au point de l'offrir, richement enluminée dans un chansonnier, en cadeau diplomatique. Laurent de Médicis meurt en 1492, et Isaac compose à cette occasion une ode funèbre  Quis dabit capiti meo aquam sur les vers du poète préféré de Laurent : Angelo Poliziano.
Il passe ensuite au service de Pierre de Médicis, mais l'avènement du régime théocratique de Savonarole à Florence en 1494 le contraint à l'exil. Il est engagé par l'empereur Maximilien Ier. Tout en servant ce dernier de 1496 à 1512, il fait de courts séjours à la cour de Frédéric Le Sage, duc électeur de Saxe, à Torgau en 1497-98 et à la cour d'Hercule d'Este, duc de Ferrare, en 1502. Il séjourne aussi, entre 1502 et 1506, à la cour de Passau, où il côtoie le compositeur et organiste autrichien Paul Hofhaimer, puis à Constance à l'occasion de la Diète en 1507-1508[réf. souhaitée].
En 1512, Savonarole est chassé de Florence, et Isaac demande à y revenir, sous la protection du pape Léon X, fils de Laurent de Médicis, que Isaac avait eu pour élève. Il passe les dernières années de sa vie et meurt en 1517.

## Œuvres

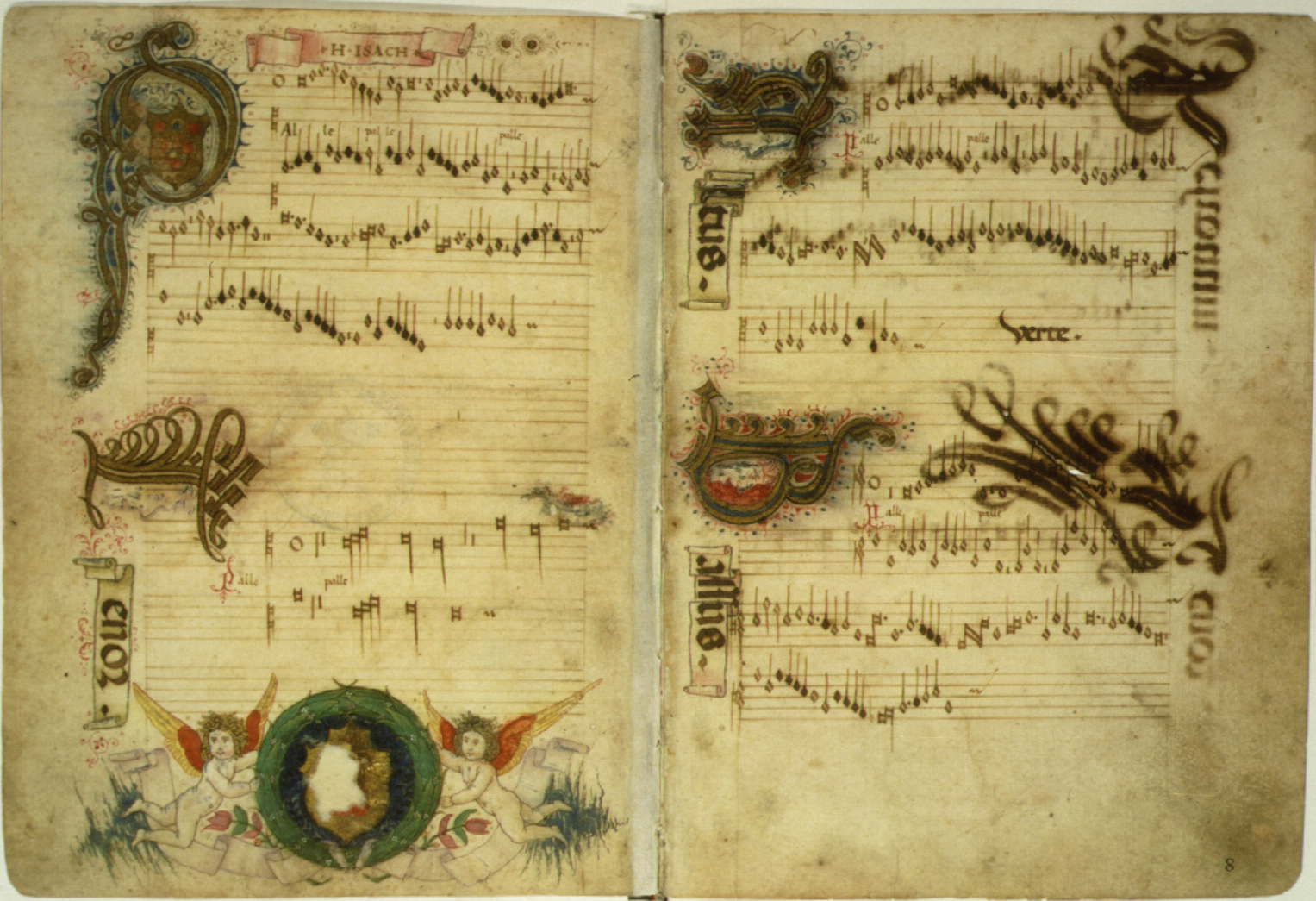
Le début de son motet à quatre voix Palle, palle dans un chansonnier enluminé d'Heinrich Isaac ; probablement écrit et copié à Florence dans les années 1480. Palle (boules ou ballons en italien) est une référence au blason des Medicis, qui l'employaient.

Compositeur prolifique, il est l'auteur de nombreuses œuvres polyphoniques à caractère profane ou religieux, parmi lesquelles la chanson Innsbruck, ich muss dich lassen. Il fait la synthèse en musique des styles flamand, allemand et italien. Héritier de Guillaume Dufay et de Gilles Binchois, sa musique fait le lien entre la musique de la fin du moyen-âge (école franco-flamande) et la polyphonie de la musique de la Renaissance.
Par son enseignement comme par ses compositions, il exerce une grande influence dans les pays germaniques.
- Missa Argentum et aurum pour 4 voix
- Missa Chargé de deul pour 4 voix (vers 1485)
- Missa Comme femme desconfortée pour 4 voix
- Missa Coment poit avoir joie pour 4 voix
- Missa Coment poit avoir joie pour 6 voix
- Missa de Apostolis (Magne Deus) pour 4 voix
- Missa de Apostolis pour 5 voix
- Missa de Apostolis pour 4 voix
- Missa de beata virgine pour 4 voix
- Missa de beata virgine (I) pour 5 voix
- Missa de beate virgine (II) pour 5 voix
- Missa de beate virgine pour 6 voix
- Missa de confessoribus pour 4 voix
- Missa de confessoribus pour 5 voix
- Missa de martyribus pour 4 voix
- Missa de martyribus pour 5 voix
- Missa de virginibus pour 5 voix
- Missa Een vrolic wesenn pour 4 voix
- Missa Et trop penser pour 4 voix
- Missa ferialis pour 4 voix (avec Kyrie, Sanctus et Agnus Dei)
- Missa La mi la sol / O Praeclara pour 4 voix
- Missa La Spagna pour 4 voix (de Bassadanze, Castila)
- Missa Misericordias Domini pour 4 voix
- Missa paschalis zu 4 Stimmen
- Missa paschalis ad organum pour 4 voix
- Missa paschalis pour 5 voix
- Missa paschalis pour 6 voix
- Missa Quant j’ay au cueur pour 4 voix
- Missa Salva nos pour 4 voix
- Missa solemnis pour 4 voix
- Missa solemnis pour 5 voix
- Missa solemnis pour 6 voix
- Missa T’meiskin was jonck pour 4 voix
- Missa Une Musque de Biscaye pour 4 voix
- Missa Virgo prudentissima pour 6 voix
- Gloria pour 4 voix
- 13 Credo indépendants pour 4 voix
- Sanctus Fortuna desperata pour 4 voix
- Missa Presulem ephebeatum, sur un cantus firmus Presulem ephebeatum de Petrus Wilhelmi de Grudencz[2]